# Grevillea disjuncta
Grevillea disjuncta är en tvåhjärtbladig växtart som beskrevs av F. Müll.. Grevillea disjuncta ingår i släktet Grevillea och familjen Proteaceae. Inga underarter finns listade i Catalogue of Life.